# Модровране (ред)
Модровране, крешталице или викачице (лат. Coraciiformes) су ред птица који обухвата око 190 врста. То је врло разноврстан ред претежно тропских, шарено обојених птица које живе различитим начинима живота. Све птице имају само једно заједничко обележје: прсти им одступају од стандарда за остале птице, јер су делимично срасли. У Европи живе четири врсте — модроврана, водомар, пупавац и пчеларица.

## Систематика
- (модровране)
- (водомари)
  -  (речни водомари)
  -  (водомари дупљаши)
  -  (водени водомари)
- (тодији)
- (пилари)
- (пчеларице)
- (долинске модровране)

### Породице чији је положај у оквиру реда споран
- (кљунорошци)
- (пупавац)
- (шумски пупавци)
- (кукавичја модроврана)

Резултати недавно спроведених истраживања сугеришу да породице Bucerotidae (кљунорошци), Upupidae (пупавац) и Phoeniculidae (шумски пупавци) чине посебан ред Bucerotiformes. Међутим, овај закључак још увек није дефинитивно потврђен.
Анализе ДНК такође сугеришу да породица Leptosomatidae (кукавичја модроврана) чини део посебног монотипичног реда Leptosomiformes.